# Mort et funérailles de Mikhaïl Gorbatchev
 (septembre 2022).
La mise en forme du texte ne suit pas les recommandations de Wikipédia : il faut le « wikifier ».
Les points d'amélioration suivants sont les cas les plus fréquents :
- Les titres sont pré-formatés par le logiciel. Ils ne sont ni en capitales, ni en gras.
- Le texte ne doit pas être écrit en capitales (les noms de famille non plus), ni en gras, ni en italique, ni en « petit »…
- Le gras n'est utilisé que pour surligner le titre de l'article dans l'introduction, une seule fois.
- L'italique est rarement utilisé : mots en langue étrangère, titres d'œuvres, noms de bateaux, etc.
- Les citations ne sont pas en italique mais en corps de texte normal. Elles sont entourées par des guillemets français : « et ».
- Les listes à puces sont à éviter, des paragraphes rédigés étant largement préférés. Les tableaux sont à réserver à la présentation de données structurées (résultats, etc.).
- Les appels de note de bas de page (petits chiffres en exposant, introduits par l'outil «  Source ») sont à placer entre la fin de phrase et le point final[comme ça].
- Les liens internes (vers d'autres articles de Wikipédia) sont à choisir avec parcimonie. Créez des liens vers des articles approfondissant le sujet. Les termes génériques sans rapport avec le sujet sont à éviter, ainsi que les répétitions de liens vers un même terme.
- Les liens externes sont à placer uniquement dans une section « Liens externes », à la fin de l'article. Ces liens sont à choisir avec parcimonie suivant les règles définies. Si un lien sert de source à l'article, son insertion dans le texte est à faire par les notes de bas de page.
- La présentation des références doit suivre les conventions bibliographiques. Il est recommandé d'utiliser les modèles {{Ouvrage}}, {{Chapitre}}, {{Article}}, {{Lien web}} et/ou {{Bibliographie}}. Le mode d'édition visuel peut mettre en forme automatiquement les références.
- Insérer une infobox (cadre d'informations à droite) n'est pas obligatoire pour parachever la mise en page.

Pour une aide détaillée, merci de consulter Aide:Wikification.
Si vous pensez que ces points ont été résolus, vous pouvez retirer ce bandeau et améliorer la mise en forme d'un autre article.
La mort de Mikhaïl Gorbatchev, huitième et dernier dirigeant de l'Union soviétique, survient le 30 août 2022 des suites d'une longue maladie à l'hôpital central clinique de Moscou de Moscou, en Russie. Mikhaïl Gorbatchev était le dernier dirigeant soviétique vivant après la mort de Gueorgui Malenkov en 1988, et le seul qui était né pendant l'existence de l'Union soviétique. À sa mort à l'âge de 91 ans, Gorbatchev est le dirigeant de la Russie ayant vécu plus longtemps, dépassant Alexandre Kerenski et Vassili Kouznetsov, tous deux décédés à 89 ans,.
Les funérailles de Gorbatchev ont lieu le 3 septembre 2022 et il est inhumé plus tard dans la journée au cimetière de Novodievitchi à Moscou au côté de sa femme, Raïssa Gorbatcheva.
La mort de Gorbatchev a provoqué des réponses de nombreux dirigeants et politiciens mondiaux actuels et anciens.

## Funérailles

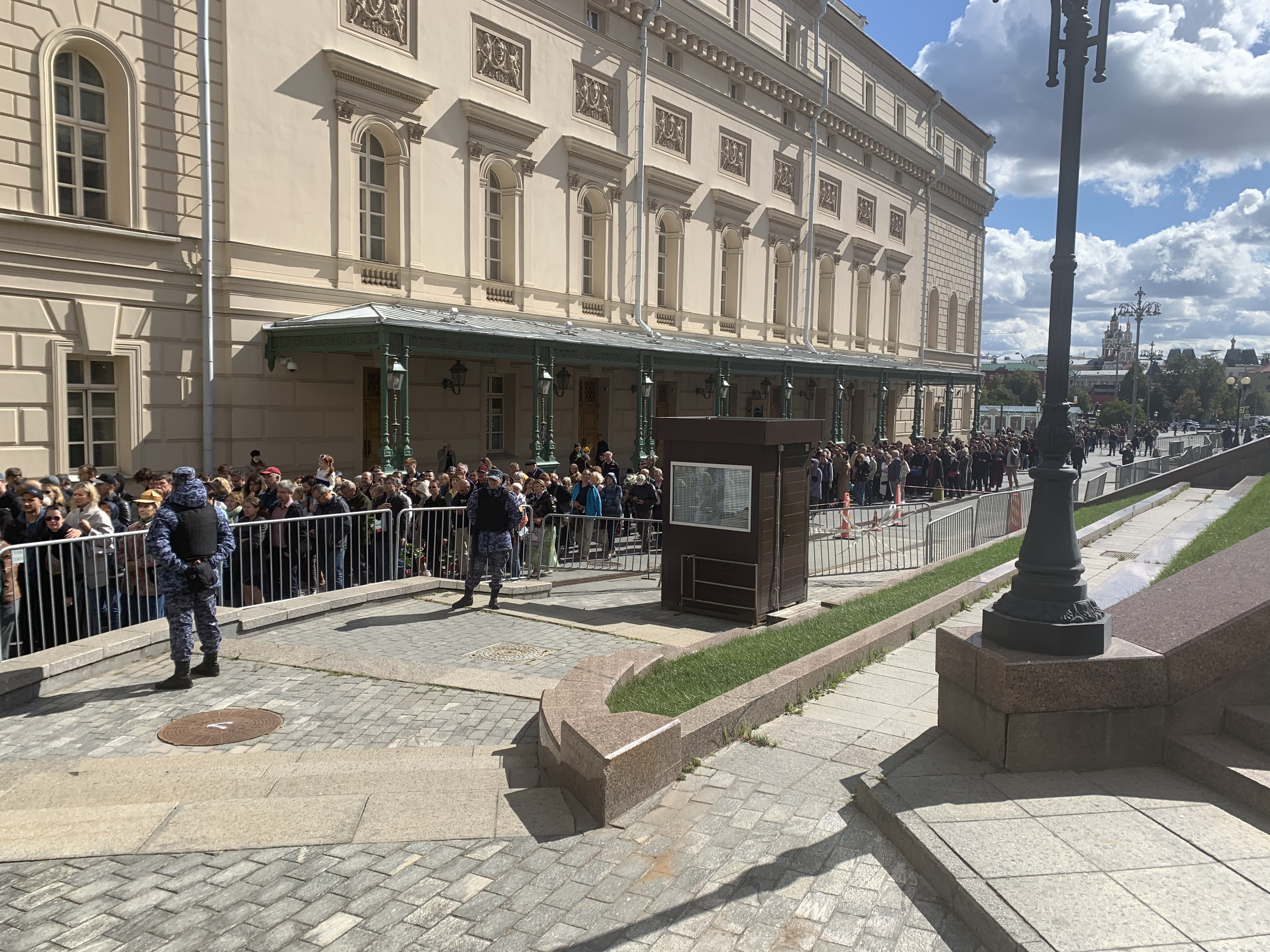
Une file de milliers de personnes souhaitant dire au revoir à Gorbatchev s'étendait de la place Teatralnaya en passant par Shchepkinsky Proezd, Kopyevsky Lane et Bolshaya Dmitrovka.

Le corps de Gorbatchev a été exposé le 3 septembre dans la salle du pilier de la Maison des syndicats à Moscou, qui a toujours été utilisée pour organiser des funérailles d'État pour les hauts fonctionnaires et les dirigeants, y compris pour Joseph Staline après sa mort en 1953,. Contrairement à son successeur, Boris Eltsine, Gorbatchev ne se verrait pas accorder de funérailles nationales. Cependant, le porte-parole du Kremlin, Dmitri Peskov, a annoncé que Gorbatchev recevrait "des éléments de funérailles nationales", comme une garde d'honneur et une organisation gouvernementale partielle. Il a également été annoncé que le président russe Vladimir Poutine n'a pas assisté aux funérailles de Gorbatchev, une décision qui a attiré l'attention des médias. Une déclaration du Kremlin a allégué que cela était dû à son emploi du temps chargé,.
Une large participation du public a entraîné la prolongation de la visite publique du cercueil et du corps enfermé de Gorbatchev de deux heures à quatre heures. Cette grande assistance publique est survenue malgré les rapports selon lesquels de nombreux russes accusent Gorbatchev d'avoir lancé des réformes qui ont provoqué le chaos économique et d'avoir laissé l'Union soviétique s'effondrer. Bien qu'il ait des éléments similaires à des funérailles d'État, y compris le drapeau national drapant le cercueil de Gorbatchev tout en étant accompagné de gardes au pas de l'oie tirant des coups de feu en l'air et d'un petit groupe jouant l'hymne russe, il a été allégué que Poutine évitait de donner à Gorbatchev des funérailles d'État officielles afin qu'il puisse éviter d'être obligé d'y assister et d'être également tenu d'inviter des dirigeants mondiaux. Parmi ceux qui ont assisté aux funérailles de Gorbatchev figuraient la famille, des amis, des ambassadeurs étrangers en Russie (dont des ambassadeurs des États-Unis, du Royaume-Uni et d'Allemagne, entre autres), le premier ministre hongrois Viktor Orbán et des personnalités du gouvernement russe, dont Dmitri Medvedev. Hormis Orbán, aucun autre dirigeant étranger n'a été présent. Le cortège funèbre était présidé par l'ami proche de Gorbatchev et lauréat du prix Nobel de la paix Dmitri Mouratov.
Gorbatchev a été enterré le même jour au cimetière de Novodievitchi à Moscou à côté de sa femme, Raïssa Gorbatcheva, conformément à sa volonté,.

## Réactions

### Nationales

#### Réactions politiques
Le président russe Vladimir Poutine a exprimé ses "sincères condoléances" à Gorbatchev à la suite de sa mort et a annoncé qu'il enverrait un télégramme de condoléances à la famille et aux amis de Gorbatchev. Naïna Eltsina, veuve de l'ancien président russe Boris Eltsine, a déclaré que Gorbatchev "voulait sincèrement changer le système soviétique" et transformer l'URSS en un "État libre et pacifique". Le député de la Douma d'État Vitaly Milonov (en) était moins positif dans sa vision de Gorbatchev, arguant que Gorbatchev était "pire qu'Hitler pour la Russie".

#### Réactions plus larges
Bien que Gorbatchev ait été pleuré dans le monde occidental, les réactions à sa mort en Russie ont été moins positives. Rapportant la mort de Gorbatchev, les médias russes avaient peu à dire sur sa mort. Le tabloïd russe Komsomolskaïa Pravda a déclaré que Gorbatchev avait "changé le monde de manière trop irréversible pour ses adversaires idéologiques".
Le chef de l'opposition russe Alexeï Navalny, dans une série de tweets, a présenté ses condoléances à la famille et aux amis de Gorbatchev, déclarant que l'héritage de Gorbatchev serait "évalué beaucoup plus favorablement par la postérité que par les contemporains". l'allié de Navalny, Lioubov Sobol, a offert un sentiment semblable, en déclarant que la dissolution de l'Union Soviétique était une fatalité et "le rôle de Gorbatchev dans l'histoire en Russie sera toujours apprécié".

### Internationales
Les alliés de Gorbatchev étaient positifs dans leur réflexion posthume sur lui. L'ancien secrétaire d'État américain James Baker III, qui avait été chef de cabinet de la Maison Blanche sous l'administration Reagan, a décrit Gorbatchev comme "un géant qui a dirigé sa grande nation vers la démocratie". La Fondation Reagan a publié une déclaration à la mémoire de Gorbatchev.
António Guterres, secrétaire général des Nations unies, a décrit Gorbatchev comme "un homme d'État unique en son genre qui a changé le cours de l'histoire", poursuivant en disant qu'"[il] a fait plus que tout autre individu pour apporter sur la fin pacifique de la guerre froide".
En Europe, la présidente de la Commission européenne, Ursula von der Leyen, a qualifié Gorbatchev de "dirigeant de confiance et respecté". La présidente du Parlement européen, Roberta Metsola, a fait écho à des déclarations similaires,.
L'ancienne chancelière allemande Angela Merkel a fait référence à la chute du mur de Berlin dans sa déclaration concernant la mort de Gorbatchev. Merkel, originaire d'Allemagne de l'Est, a déclaré que "le monde a perdu un leader mondial unique en son genre" et qu'il avait "écrit l'histoire". De même, l'actuel chancelier allemand Olaf Scholz a commenté la dissolution par Gorbatchev du rideau de fer. Le président français Emmanuel Macron, comme Merkel, a noté que Gorbatchev "a changé l'histoire commune".
Le premier ministre australien Anthony Albanese a qualifié Gorbatchev d'"homme chaleureux, d'espoir, de détermination et d'un courage énorme". L'ancien premier ministre Paul Keating a également envoyé ses condoléances,,.
Par l'intermédiaire d'un secrétariat de presse, le président bulgare Roumen Radev a présenté ses condoléances à la famille de Gorbatchev, citant la croyance de Gorbatchev dans le libre arbitre comme catalyseur de l'unification de l'Europe. Le président roumain Klaus Iohannis et l'ancien président Ion Iliescu ont tous deux fait des commentaires à la suite de sa mort,.
Le premier ministre canadien Justin Trudeau a félicité Gorbatchev pour ses réalisations pendant son mandat. L'ancien premier ministre Brian Mulroney a également envoyé ses condoléances.
Le président américain Joe Biden, que Gorbatchev avait rencontré en 2009 après une visite à la Maison Blanche, a noté les paradigmes de Gorbatchev de glasnost et de perestroïka et l'a félicité pour avoir travaillé avec Ronald Reagan pour mettre fin à la course aux armements nucléaires.
Le président israélien Isaac Herzog a décrit Gorbatchev comme un "dirigeant courageux et visionnaire".
Le premier ministre japonais Fumio Kishida, lors d'une conférence de presse, a félicité Gorbatchev pour "soutenir l'abolition des armes nucléaires". Kishida est originaire d'Hiroshima.
Le premier ministre indien Narendra Modi a également exprimé ses condoléances.
Le porte- parole du ministère chinois des Affaires étrangères, Zhao Lijian, a présenté ses condoléances à la famille de Gorbatchev en déclarant qu'il "avait apporté une contribution positive à la normalisation des relations entre la Chine et l'Union soviétique". Malgré les condoléances de Zhao, la mort de Gorbatchev a suscité des réactions mitigées en Chine, où il a été crédité de la normalisation des relations sino-soviétiques, mais en même temps considéré négativement pour avoir provoqué la dissolution de l'Union soviétique, alors que le Parti communiste chinois considère la chute de l'Union soviétique comme une "catastrophe idéologique majeure qui jette une ombre sur leur propre avenir",,.
Le président philippin Bongbong Marcos a également exprimé ses condoléances, déclarant que "le peuple philippin présente ses condoléances au peuple russe pour la perte d'un grand dirigeant, et nous prions pour qu'il repose en paix", dans un communiqué.